# Przysłop (pod Wierchową)
Przysłop – polana w Gorcach znajdująca się na długim grzbiecie odchodzącym od Turbacza do Rabki-Zdroju. W przewodniku turystycznym J. Nyki ma nazwę Przysłop pod Wierchową. Znajduje się w tym grzbiecie około 500 m na północny zachód od szczytu Bardo. Bezpośrednio nad polaną wznoszą się 3 szczyty: Przysłop, na którym znajduje się wybudowane w 1977 schronisko turystyki kwalifikowanej – Bacówka na Maciejowej, oraz Maciejowa i Bardo. Na polanie jest także przełęcz Kocioł pomiędzy szczytami Maciejowa i Przysłop.
Przysłop to duża polana zajmująca szczytowe partie grzbietu. Roztacza się z niej szeroka panorama, zarówno na stronę południową, jak i północną. W północnym kierunku widoki na Beskid Wyspowy, obejmujące Luboń Wielki, Szczebel, Lubogoszcz, Śnieżnicę i Ćwilin. Od południowej strony horyzont zamyka łańcuch Tatr, na zachodzie Babia Góra. Na polanie znajduje się skrzyżowanie czerwonego i zielonego szlaku turystycznego.
Przysłop znajduje się poza obszarem Gorczańskiego Parku Narodowego. Przebiega przez niego granica między wsią Ponice (część południowa) i Rabką Zdrój (część północna)w powiecie nowotarskim, województwie małopolskim. Oprócz łąk i pastwisk na Przysłopie znajdują się także pola uprawne, w 2008 jeszcze uprawiane.

## Szlaki turystyki pieszej
odcinek: Rabka-Zdrój – Tatarów – Maciejowa – Przysłop – Bardo – Jaworzyna Ponicka – Pośrednie – Schronisko PTTK na Starych Wierchach – Groniki – Pudziska – Obidowiec – Rozdziele – Turbacz. Odległość 16,7 km, suma podejść 970 m, suma zejść 220 m, czas przejścia 5 godz. 35 min, z powrotem 4 godz. 50 min.
 Ponice – Świński Trubacz – Przysłop. Odległość 2,8 km, suma podejść 210 m, czas przejścia 1 godz., z powrotem 40 min
 polana Przysłop – Poręba Wielka. Czas przejścia 1 godz. 15 min.
Przez polanę prowadzą również szlaki rowerowe.

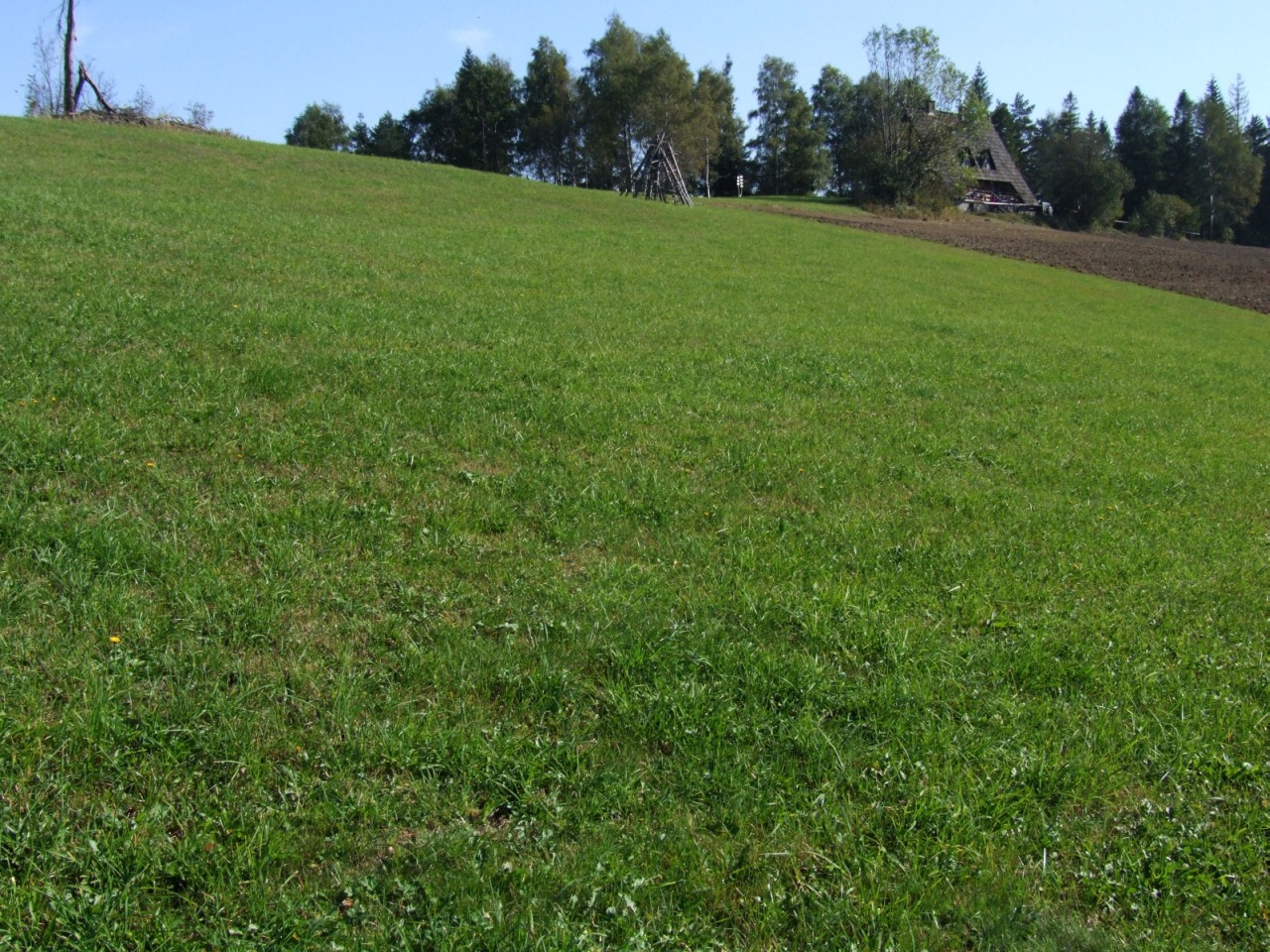